# Mikis Theodorakis
Mikis Theodorakis (en griego Μίκης Θεοδωράκης; Quíos, 29 de julio de 1925-Atenas, 2 de septiembre de 2021) fue un compositor e intelectual griego, conocido también por su militancia política, especialmente como opositor a la junta de los coroneles en 1974. Compuso la canción tradicional griega Danza de Zorba.

## Biografía

### Infancia y juventud: La guerra y primeros estudios
Nacido en la Isla de Quíos y criado dentro del folklore griego y la liturgia ortodoxa, desde su infancia comenzó a componer antes de recibir lecciones de música o saber tocar algún instrumento. Pasó sus primeros años en diversas ciudades griegas de provincia, como Mitilene, Ioannina, Cefalonia, Pirgo, Patras y, principalmente, Trípoli. Es allí donde dio su primer concierto en un coro que formó cuando apenas había cumplido diecisiete años. También a aquella edad empezó su incursión en el mundo de la política. Eran los años de la Segunda Guerra Mundial y el joven Mikis se unió a la resistencia, primero contra la Italia fascista y después contra la Alemania nazi, aunque es igualmente cierto que antes había pertenecido del régimen de Ioannis Metaxas. Ayudando a familias judías a escapar de las autoridades germanas, fue detenido y torturado por los italianos en 1943.

### Estudios en París y primeras composiciones notables
En 1954, obtuvo una beca para completar estudios en París, donde se inscribe en el conservatorio y estudia análisis musical, bajo la dirección de Olivier Messiaen, y dirección de orquesta con Eugène Bigot. En este período estudió con intensidad la tradición musical occidental. Compone el ballet Antígona para Ludmila Tcherina, que fue representado en el Covent Garden, y también algunas bandas sonoras. En 1957 obtuvo el primer premio del Festival de música de Moscú por su Suite n.º 1 para piano y orquesta. Al mismo tiempo escribió diversas piezas sinfónicas y de cámara. Darius Milhaud lo propuso para el premio de Mejor compositor europeo.

### Retorno a las raíces musicales griegas

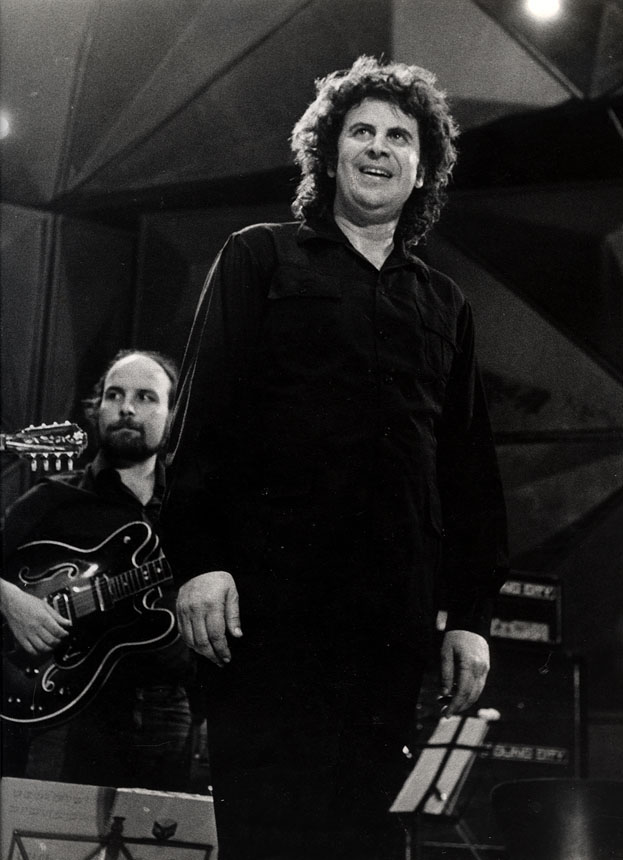
Mikis Theodorakis en la década de 1970

En 1960, regresó a Grecia. Su vuelta a la patria no es solo física, sino también artística y espiritual. Theodorakis consideró completa su formación musical clásica e inició un período que estuvo enormemente influenciado por la música tradicional y popular griega, aunque sin desdeñar la importante formación recibida en Francia. La primera obra escrita en este período fue la versión musical del poema Epitafio, de Yannis Ritsos. Con una música de sólida estructura pero de aliento popular, Theodorakis comenzó una verdadera revolución en la escena musical griega: acercar la gran poesía de la Grecia moderna a una inmensa mayoría de público a través de música de genuina raíz popular y de gran calidad artística. 
Compuso decenas de canciones que pusieron música a la mejor poesía griega moderna. Fundó la Pequeña Orquesta Sinfónica de Atenas, y realizó multitud de conciertos en toda Grecia, dando a conocer su obra y gozando de enorme aceptación y popularidad. Puso música a los poemas de los premio Nobel Yorgos Seferis y Odysseas Elytis, que así pasaron a ser verdaderamente conocidos y aprendidos de memoria por todo el pueblo griego, teniendo una influencia importantísima en la renovación de la lengua y cultura de la Grecia moderna. 
En 1963, tras el asesinato de Gregoris Lambrakis, fundó las Juventudes Lambrakis. Fue elegido por primera vez diputado por la alianza de socialistas y comunistas EDA. Ese mismo año compuso la música para Zorba, el griego, la película de Michalis Cacoyiannis en la que el actor Anthony Quinn interpretó al personaje principal. El tema, conocido como la danza del sirtaki, se convirtió en un éxito internacional y es uno de los más importantes sellos de identidad de Grecia.

### Período de la Junta de los coroneles
El 21 de abril de 1967, una junta militar de extrema derecha dio un golpe militar y se hizo con el poder en Grecia. Theodorakis pasó a la clandestinidad y fundó una organización de resistencia contra la dictadura. Los coroneles prohibieron incluso la audición de su música, y en agosto del mismo año le capturan y encarcelan durante cinco meses. Tras una larga huelga de hambre fue desterrado con su mujer Myrto y sus dos hijos, Margarita y Yorgos, al pueblo de Zatuna, en la Arcadia; posteriormente fue recluido en el campo de concentración de Oropos.
Durante todo este período compuso sin descanso canciones contra la Junta. En el extranjero algunos griegos exiliados como Melina Mercouri y María Farandouri recibieron estas canciones y las interpretaron. Su salud sufrió las condiciones del arresto y las huelgas de hambre. Se produjo un movimiento de solidaridad para conseguir su liberación por parte de artistas e intelectuales de todo el mundo como Arthur Miller, Laurence Olivier, Yves Montand, Dmitri Shostakóvich, Leonard Bernstein o Harry Belafonte. Finalmente se decidió su exilio en París, Francia, donde llegó en abril de 1970.

### Exilio
En el exilio dedicó todas sus fuerzas a la lucha contra la dictadura. Recorrió diversos países realizando conciertos, charlas y manifestaciones. Sus canciones se convirtieron en un símbolo de la resistencia contra el fascismo, no solo en Grecia, sino también en otros lugares como España, Portugal, Palestina, Kurdistán o Irán. Se encontró con políticos e intelectuales como Pablo Neruda, Salvador Allende, Gamal Abdel Nasser, Tito, François Mitterrand y Olof Palme. En 1972, durante una gira por Israel, Igal Alón le solicitó enviar un mensaje al entonces líder de la OLP Yasser Arafat. En esta época compuso algunas de sus obras más significativas, como son la música para el Canto General, de Pablo Neruda, o las bandas sonoras de las películas Estado de Sitio, de Costa-Gavras, y Serpico, de Sidney Lumet, así como el himno al partido político venezolano Movimiento al Socialismo (MAS).

### Regreso a Grecia
En 1974, tras la fallida intervención en Chipre por parte de los coroneles y la caída del régimen fascista, regresó a Grecia. Continuó con sus dos facetas, artística y política. Fue elegido en dos ocasiones diputado (1981-1986 y 1989-1993) y nombrado Ministro en el gobierno de coalición entre centro derecha y comunistas de Constantinos Mitsotakis. En 1983 recibió el Premio Lenin de la Paz. Trabajó incansablemente por la mejora de las relaciones entre Grecia y Turquía, dirigiendo en numerosas ocasiones conciertos en varias ciudades turcas.
También fue importante su campaña contra la energía nuclear tras la catástrofe de Chernóbil. En sus últimos años realizó campañas a favor de diversas causas humanitarias y por los derechos humanos, fundamentalmente a través de conciertos. También expresó su oposición a la actuación de la OTAN en la Guerra de Kosovo o la Invasión de Irak.

## Polémicas
En 2003, el compositor se vio envuelto en una polémica después de declarar que «los judíos, carentes de historia, arrogantes y agresivos, son la raíz del mal»,[cita requerida] dichos por los que, a pesar de su pasado de salvador de judíos durante la Segunda Guerra Mundial y su composición The Ballad of Mauthausen, que se convirtió en canción nacional en Israel, fue acusado de antisemitismo. En una carta al Consejo Central Judío de Grecia, Theodorakis aclaró que lo que había dicho era: "Desafortunadamente el Estado de Israel apoya a los Estados Unidos y su política exterior, que es la raíz del Mal y, por lo tanto, está cerca de la raíz del Mal". Durante la crisis de la deuda soberana de los años 2010, participó en las numerosas manifestaciones de los griegos en contra del gobierno heleno debido a sus medidas de austeridad. Fue protegido de los gases lacrimógenos (lanzados por la policía) gracias en gran parte a la masa de manifestantes.[cita requerida]

## Últimos años y muerte
En los últimos años sufrió de múltiples complicaciones debido a que padecía del corazón, falleciendo de un infarto agudo de miocardio en su casa en Atenas el 2 de septiembre del 2021, a los 96 años.

## Discografía

### Canciones y ciclos de canciones
Theodorakis escribió más de 1000 canciones y ciclos de canciones, como Sto Perigiali, Kaimos, Aprilis, Doxa to Theo, Sotiris Petroulas, Lipotaktes, Stis Nichtas to Balkoni, Agapi mou, Pou petaxe t'agori mou, Anixe ligo to parathiro, O Ipnos se tilixe, To gelasto pedi, Dendro to dendro, Asma Asmaton y O Andonis, entre otras.

### Sinfonías y principales obras
- 1952: Concierto para piano "Helikon"
- 1953: Primera Sinfonía ("Proti Simfonia")
- 1954–1959: 3 Suites orquestales.
- 1958: Concierto para piano.
- 1981: Sinfonía N.º 2 ("La canción de la tierra"; text: Mikis Theodorakis) para coro de niños, piano, y orquesta.
- 1981: Sinfonía N.º 3 (textos: Dionysios Solomos; Constantinos Kavafis; himnos bizantinos) para soprano, coro, y orquesta.
- 1983: Sinfonía N.º 7 ("Sinfonía Primavera"; textos: Yannis Ritsos; Yorgos Kulukis) para cuatro solistas, coro, y orquesta
- 1986–1987: Sinfonía N.º 4 ("De coros") para soprano, mezzosoprano, narrador, coro, y orquesta sinfónica sin cuerdas.
- 1995: Rapsodia para guitarra y orquesta.
- 1996: Rapsodia para chelo y orquesta.
- 2008: Rapsodia para trompeta y orquesta (para trompeta piccolo, dedicada a Otto Sauter orquestada por Robert Gulya)
- 2010: "Andalucía" para mezzosoprano y orquesta.

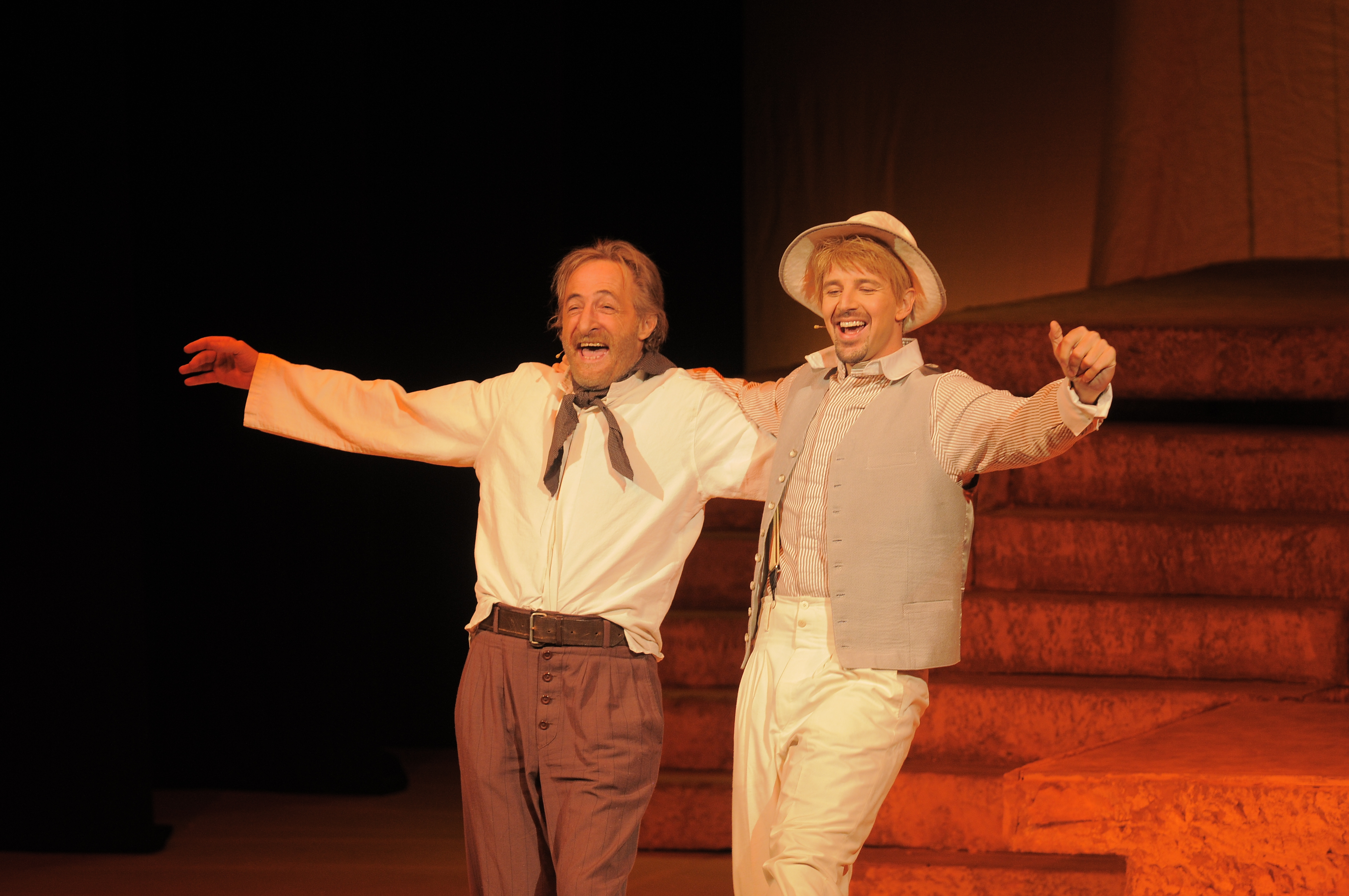
"Danza de Zorba el Griego", Theodorakis compuso su música y acabó siendo su obra más conocida, primero en película y luego en teatro y ballet.

### Música de cámara
- 1942: 	Sonatina para piano
- 1945: 	Elegía N.° 1, para chelo y piano.
- 1945: 	Elegía N.° 2, para violín y piano.
- 1946: 	To Kimitirio (El cementerio), para cuarteto de cuerdas.
- 1946: 	Cuarteto de cuerdas N.° 1.
- 1946: 	Dueto, para dos violines.
- 1947: 	Trío, para violín, chelo y piano.
- 1947: 	11 Preludios, para piano.
- 1947: 	Sexteto, para piano, flauta y cuarteto de cuerdas.
- 1949: 	Estudio para dos violines y chelo.
- 1952: 	Syrtos Chaniotikos, para piano y percusión.
- 1952: 	Sonatina N.° 1, para violín y piano.
- 1955: 	Pequeña Suite, para piano.
- 1955: 	Passacaglia, para dos pianos.
- 1959: 	Sonatina N.° 2, para violín y piano.
- 1989: Choros Assikikos, para violonchelo solo.
- 1996: Melos, para piano.
- 2007: Este del (mar) Egeo, para chelo y piano.

### Cantatas y oratorios
- 1960: Axion Esti (texto: Odysseas Elytis)
- 1969: La Marcha del espíritu (texto: Angelos Sikelianos)
- 1971–82: Canto General (texto: Pablo Neruda)
- 1981–82: Kata Saddukaion Pathi (Sadducean-Passion; text: Michalis Katsaros) para tenor, barítono, bajo, coro y orquesta.
- 1982: Liturgy N.° 2 ("Para niños muertos en guerra"); textos: Tassos Livaditis, Mikis Theodorakis) para coros.
- 1982–83: Lorca, para voz, solo de guitarra, coro, y orquesta (basada en el Romancero Gitano, texto: Federico García Lorca, traducido por Odysseas Elytis).
- 1992: Canto Olímpico, para voz, solo de piano, coro y orquesta (textos: Dimitra Manda, Mikis Theodorakis)

### Himnos
- 1970: 	Himno de Nasser
- 1973: 	Himno del Movimiento Al Socialismo (MAS) de Venezuela.
- 1973: 	Himno de los estudiantes
- 1977: 	Himno del Partido Socialista de Francia
- 1978: 	Himno de Malta
- 1982: 	Himno de P.L.O.
- 1991: 	Himno de los Juegos del Mediterráneo
- 1992: 	"Helenismo" (himno griego de la ceremonia de apertura de los Juegos Olímpicos de Barcelona)

### Ballets
- 1953: Greek Carnival (coreografía: Rallou Manou)
- 1958: Le Feu aux Poudres (coreografía: Paul Goubé)
- 1958: Les Amants de Teruel (coreografía: Milko Šparemblek)
- 1959: Antigone (coreografía: John Cranko)
- 1972: Antigone in Jail (coreografía: Micha van Hoecke)
- 1979: Elektra (coreografía: Serge Kenten)
- 1983: Sept Danses Grecques (coreografía: Maurice Béjart)
- 1987–88: Zorba il Greco (coreografía: Lorca Massine)

### Óperas
- 1984–85: Kostas Karyotakis (La metamorfosis de Dioniso)
- 1988–90: Medea
- 1992–93: Electra
- 1995–96: Antígona
- 1999–01: Lisístrata

### Música de escena

#### Tragedia clásica
- 1959–60: Las fenicias (Eurípides)
- 1960–61: Áyax (Sófocles)
- 1965: Las troyanas (Eurípides)
- 1966–67: Lisístrata (Aristófanes)
- 1977: Las suplicantes (Esquilo)
- 1979: Los caballeros (Aristófanes)
- 1986–88: Orestiada: Agamenón, Coeforos, Euménides (Esquilo)
- 1987: Hecuba (Eurípides)
- 1990: Antígona (Sófocles)
- 1992: Prometeo encadenado (Esquilo)
- 1996: Edipo Rey (Sófocles)
- 2001: Medea (Eurípides)

#### Temas modernos
- 1960–61: To Tragoudi tou Nekrou Adelfou (Ballad of the Dead Brother), Tragedia musicaly (texto: Mikis Theodorakis)
- 1961–62: Omorphi Poli (Beautiful City), revue (Bost, Dimitris Christodoulou, Christofelis, et al.)
- 1963: I Gitonia ton Angelon (The Quarter of Angels), Music-drama (Iakovos Kambanelis)
- 1963: Magiki Poli (Enchanted City), revue (Mikis Theodorakis, Notis Pergialis, Michalis Katsaros)
- 1971: Antigoni stin Filaki (Antigone in Jail), drama
- 1974: Prodomenos Laos (Betrayed People), music for the theatre (Vangelis Goufas)
- 1975: Echtros Laos (Enemy People), drama (Iakovos Kambanelis)
- 1975: Christophorus Kolumbus, drama (Nikos Kazantzakis)
- 1976: Kapodistrias, drama (Nikos Kazantzakis)
- 1977: O Allos Alexandros ("The Other Alexander"), drama (Margarita Limberaki)
- 1979: Papflessas, play (Spiros Melas)

#### Teatro internacional
- 1961: Enas Omiros (The Hostage), drama (Brendan Behan)
- 1963: The Chinese Wall, drama (Max Frisch)
- 1975: Das Sauspiel, tragicomedia (Martin Walser)
- 1979: Calígula, drama (Albert Camus)
- 1978: Polites B' Katigorias (Second-Class Citizens), drama (Brian Friel)
- 1980: Pericles, tragedia, (William Shakespeare)
- 1994: Macbeth, tragedia (William Shakespeare)

### Principalesbandas sonoras para el cine
- 1958: Honeymoon (Luna de miel) (Director: Michael Powell, coreografía: Léonide Massine)
- 1960: I'll Met by Moonlight (Director: Michael Powell)
- 1960: Faces in the Dark (Director: David Eady)
- 1961: Shadow of the Cat (Director: John Gilling)
- 1961: Phaedra (Director: Jules Dassin)
- 1961–62: The Lovers of Teruel (Director: Raymond Rouleau)
- 1961–62: Five Miles to Midnight (Director: Anatole Litvak)
- 1961–62: Electra (Director: Mihalis Kakogiannis)
- 1964: Zorba the Greek (Director: Mihalis Kakogiannis)
- 1967: The Day the Fish Came Out (Director: Mihalis Kakogiannis)
- 1969: Z (Director: Constantin Costa-Gavras)
- 1971: Biribi (Director: Daniel Moosman)
- 1971 The Trojan Women (Director: Mihalis Kakogiannis) )
- 1972: Estado de sitio (Director: Constantin Costa-Gavras)
- 1973: Serpico (Director: Sidney Lumet)
- 1974: The Rehearsal (Director: Jules Dassin)
- 1976: Actas de Marusia (Director: Miguel Littín)
- 1977–78 Iphigenia (Director: Mihalis Kakogiannis)
- 1980: The Man with the Carnation (Director: Nikos Tzimas)
- 2013: Recycling Medea (Director: Asteris Kutulas)

## Partituras
- Rhapsody for Cello and Orchestra
- Rhapsody for Trumpet and Orchestra (Piccolo Trumpet)
- March of the spirit (Oratorio, Full Score)
- Axion esti (Oratorio Full Score)
- Zorbas Ballet (Suite - Ballet, Full Score)
- Carnaval (Suite - Ballet Full, Score)
- Adagio (Full Score) & Sinfonietta (Full Score)
- Epiphania Averof (Cantata)
- Canto Olympico (Oratorio)
- Les Eluard
- Ο κύκλος
- 20 τραγούδια για πιάνο και αρμόνιο
- Η Βεατρίκη στην οδό Μηδέν
- Μια θάλασσα γεμάτη μουσική
- Τα λυρικώτερα
- Τα λυρικώτατα
- Τα πρόσωπα του Ήλιου
- Φαίδρα
- Λιποτάκτες
- Θαλασσινά φεγγάρια
- Ασίκικο πουλάκη
- Romancero Gitano (για πιάνο - φωνή)
- Τα Λυρικά
- Ταξίδι μέσα στη νύχτα
- Μικρές Κυκλάδες
- Διόνυσος
- Επιφάνια
- Επιτάφιος
- Μπαλάντες. Κύκλος τραγουδιών για πιάνο και φωνή
- Χαιρετισμοί. Κύκλος τραγουδιών για πιάνο και φωνή
- Ένα όμηρος

## CDs internacionales
- Mikis Theodorakis & Zülfü Livaneli — Together (Tropical)
- Mikis Theodorakis — First Symphony & Adaghttps://api3.mo2o.com/js/m.alsa.es/images/downloadES.jpgio (Wergo/Schott)
- Maria Farantouri — Poetica (Songs by Theodorakis) (Peregrina)
- Mikis Theodorakis — Mikis (Peregrina)
- Mikis Theodorakis — Symphony No. 4 (Wergo/Schott)
- Maria Farantouri — Asmata (Songs by Theodorakis) (Peregrina)
- Mikis Theodorakis — Symphony No. 7 (Wergo/Schott)
- Mikis Theodorakis — Requiem: For soloists, choir and symphonic orchestra (Wergo/Schott)
- Mikis Theodorakis — Symphonietta & Etat de Siege (Wergo/Schott)
- Maria Farantouri & Rainer Kirchmann — Sun & Time: Songs by Theodorakis (Lyra)
- Mikis Theodorakis — Mauthausen Trilogy: In Greek, Hebrew and English (Plaene)
- Mikis Theodorakis — Carnaval — Raven (for mezzo and symphonic orchestra) (Wergo/Schott)
- Mikis Theodorakis — Resistance (historic recordings) (Wergo/Schott)
- Mikis Theodorakis — First Songs (Wergo/Schott)
- Mikis Theodorakis — Antigone/Medea/Electra (3-Opera Box) (Wergo/Schott)
- Mikis Theodorakis — The Metamorphosis of Dionysus (Opera) (Wergo/Schott)
- Mikis Theodorakis — Rhapsodies for Cello and Guitar (Wergo/Schott)
- Mikis Theodorakis — East of the Aegean (for cello and piano) (Wergo/Schott)
- Mikis Theodorakis & Francesco Diaz — Timeless (Wormland White)